# Neoborkhausenites ceroplasta
Neoborkhausenites ceroplasta är en fjärilsart som beskrevs av Turner 1917. Neoborkhausenites ceroplasta ingår i släktet Neoborkhausenites och familjen plattmalar. Inga underarter finns listade i Catalogue of Life.